# フランソワ・ノエル
フランソワ・ノエル（François Noël、1651年8月18日 - 1729年9月17日）は、ベルギーのイエズス会宣教師、中国学者。四書をはじめてヨーロッパの言語に完訳した人物として知られ、とくに『孟子』の翻訳ははじめてだった。
中国名は衛方済(Wèi Fāngjì)。

## 略歴
ノエルはフランドル地方のエノー伯領エストリュ（当時はスペイン領ネーデルラント、現在はフランスのノール県の一部）に生まれ、1670年にトゥルネーのイエズス会に入会した。ノエルは文学と修辞学を修めており、ラテン語で多くの詩や戯曲を書いた。 
1684年に日本宣教のためにリスボンを出発したが、日本への入国は難しかったためマカオに留まり、1687年に中国国内にはいって、中国南方の各地で15年間にわたって宣教した。
1701年、アントワーヌ・トマは典礼問題をイエズス会側に有利に進めるためのイエズス会の代表にノエルを選んだ。ノエルはカスパー・カストナーとともにローマへ渡航した。ローマでロビー活動を行い、1703年には教皇クレメンス11世に典礼問題に関する文書を渡したが、しかし教皇は同年キリスト教徒の儒教典礼参加を禁止するためにトゥルノンを中国に送っており、ノエルの目的は失敗した。
ノエルは1707年7月にマカオに戻ったが、半年後の1708年1月、再び典礼問題の解決のために今度は康熙帝の使節であるアルホとプロヴァーナらに同行して、ブラジルのバイーアまわりで再び渡欧した。しかしローマの決断は覆らず、中国へ帰る許可も得られなかった。ノエルはプラハとリールで中国に関する書物を出版した。1715年に中国へ戻ろうと試みたが、果たせなかった。
ノエルは1729年にリールで没した。

## 主な著作
漢文で書いた著作に『人罪至重』 (1698年)がある。
ノエルの主な著書はプラハのカルロ＝フェルディナント大学（プラハ・カレル大学の前身、当時はイエズス会の大学だった）で出版された。
『中華帝国の6つの古典書籍』(Sinensis imperii libri classici sex）は、『大学』、『中庸』、『論語』、『孟子』、『孝経』、および朱子『小学』のラテン語訳。四書のうち『孟子』を除く三書はすでにフィリップ・クプレによって出版されていたが、『孟子』の翻訳はこれがはじめてである。
- Sinensis imperii libri classici sex. Praga. (1711)

『中国哲学』(Philosophia Sinica)
- Philosophia Sinica Tribus tractatibus. Praga. (1711)

ほかに天文観測に関する書物や、典礼問題に関する書物がある。
『Opuscula poetica in quatuor partes distributa』は全4部からなる詩集。
- Opuscula poetica in quatuor partes distributa. Francofurtum. (1717)